# مسابقات ورزش‌های آبی اروپا ۱۹۷۴
مسابقات ورزش‌های آبی اروپا ۱۹۷۴ از ‍۱۸ تا ۲۵ اوت ۱۹۷۴ در شهر وین، اتریش برگزار شده است.

## جدول مدال‌ها
| رتبه  | کشور               | طلا | نقره | برنز | مجموع |
| ۱     | آلمان شرقی         | ۱۷  | ۱۵   | ۴    | ۳۶    |
| ۲     | آلمان غربی         | ۶   | ۵    | ۴    | ۱۵    |
| ۳     | بریتانیای کبیر     | ۵   | ۳    | ۳    | ۱۱    |
| ۴     | مجارستان           | ۳   | ۱    | ۴    | ۸     |
| ۵     | اتحاد جماهیر شوروی | ۲   | ۷    | ۱۱   | ۲۰    |
| ۶     | ایتالیا            | ۲   | ۲    | ۱    | ۵     |
| ۷     | سوئد               | ۲   | ۱    | ۳    | ۶     |
| ۸     | هلند               | ۰   | ۳    | ۵    | ۸     |
| ۹     | فرانسه             | ۰   | ۰    | ۱    | ۱     |
| ۱۰    | یوگسلاوی           | ۰   | ۰    | ۱    | ۱     |
| مجموع | مجموع              | ۳۷  | ۳۷   | ۳۷   | ۱۱۱   |